# Рямова
Ря́мова (рос. Рямовая) — присілок у складі Біловського округу Кемеровської області, Росія.

## Населення
Населення — 90 осіб (2010; 97 у 2002).
Національний склад (станом на 2002 рік):
- росіяни — 83 %